# La partenza e il ritorno dei marinari
La partenza e il ritorno dei marinari és una òpera en tres actes composta per Baldassare Galuppi sobre un llibret italià d'autor desconegut. S'estrenà al Teatro San Moisè de Venècia el 26 de desembre de 1764.
A Catalunya, s'estrenà el 1768 al Teatre de la Santa Creu de Barcelona.